# Misiones tartomány
Misiones Argentína legkeletebbi és egyik legkisebb területű tartománya. Fővárosa Posadas.

## Földrajz
A tartomány Argentína északkeleti részén helyezkedik el, egyfajta „nyúlványként” választja el Paraguay délkeleti részét és a Brazíliához tartozó Rio Grande do Sul és Santa Catarina államokat. Északkeleten a szintén brazil Paraná állammal, délnyugaton pedig az argentin Corrientes tartománnyal is határos. Határainak (amelyek közül több mint 1000 km országhatár) legnagyobb részét folyók és patakok teszik ki. Paraguayi határa a Paraná, Brazíliától az Iguazú, a San Antonio, a Pepirí Guazú és az Uruguay folyók választják el, Corrientes tartománytól pedig az Itaembé és a Chimiray patakok. Bernardo de Irigoyen városnál egy rövid szakaszon szárazföldi határa is van.
Felszíne változatos, de magas hegyei nincsenek. Délen, a Paraná és az Uruguay folyók térségében enyhén hullámos síkságok fekszenek, míg nagyobb részét erdővel borított hegyvidék teszi ki. Középső részére a fennsíkokkal tagolt hegyvidék jellemző, amelynek magassága északkelet felé emelkedik, a brazil határ közelében a 843 métert is eléri. A már említett határfolyókon kívül mintegy 800 kisebb-nagyobb vízfolyása van, az egyik legjelentősebb a Yabebirí. Ezeken a vízfolyásokon számos vízesés található.
Éghajlata nedves szubtrópusi, száraz évszakja nincs. Az esők egész évben gyakoriak, és amilyen hirtelen eleredhetnek, olyan gyorsan süthet ki a Nap is. Délnyugaton az éves csapadékösszeg átlagosan 1700 mm, míg keleten a 2200 mm-t is eléri. A leghűvösebbek a téli hónapok (június, július, augusztus): ekkor a hőmérséklet akár 10 °C alá is süllyedhet, míg nyáron a 32 °C-ot is meghaladhatja. Az éves átlaghőmérséklet 21 °C.
A földtörténeti középidőben lezajlott hatalmas vulkánkitörések bazaltrétegekkel fedték be a brazil masszívumot: Misiones tartomány talaja alatt is ez a kőzet található meg. A talaj nagyrészt ebből a kőzetből alakult ki, miközben feldúsultak benne a vas- és alumínium-oxidok: előbbitől nyerte el jellegzetes vöröses színét. Ahol a legvastagabb a talaj, ott folyik a mezőgazdasági termelés: a fő termények közé tartozik a maté, a tea és a manióka.

### Megyéi
| Megye neve                    | Székhely                | Terület (km²) |
| ----------------------------- | ----------------------- | ------------- |
| Apóstoles                     | Apóstoles               | 1068          |
| Cainguás                      | Campo Grande            | 1608          |
| Candelaria                    | Candelaria              | 875           |
| Capital                       | Posadas                 | 965           |
| Concepción                    | Concepción de la Sierra | 726           |
| Eldorado                      | Eldorado                | 1960          |
| General Manuel Belgrano       | Bernardo de Irigoyen    | 3275          |
| Guaraní                       | El Soberbio             | 3314          |
| Iguazú                        | Puerto Esperanza        | 2769          |
| Leandro N. Alem               | Leandro N. Alem         | 1185          |
| Libertador General San Martín | Puerto Rico             | 1524          |
| Montecarlo                    | Montecarlo              | 1723          |
| Oberá                         | Oberá                   | 1620          |
| San Ignacio                   | San Ignacio             | 1607          |
| San Javier                    | San Javier              | 536           |
| San Pedro                     | San Pedro               | 3407          |
| Veinticinco de Mayo           | Alba Posse              | 1639          |

## Története
Bár a tartomány neve a jezsuita missziókra utal, története sokkal régebben kezdődött. A guaranik tupi-guarani családjához tartozó népek, a „rossz nélküli földet” keresve 1000 körül értek el ebbe a szinte lakatlan térségbe, ahol letelepedtek.
Buenos Aires 1536-os megalapítása után a spanyolok elkezdték felderíteni a La Plata medencéjét, amelyet még ekkor is a guaranik népesítettek be. Álvar Núñez Cabeza de Vaca a brazil partokról indulva Asunción irányába tartott, útközben pedig számos guarani csoporttal kapcsolatba került, 1542-ben pedig felfedezte a mai Misiones tartomány határán található Iguazú-vízesést. Kezdetben békés volt a viszony az indiánok és a spanyolok között, ám az encomiendarendszer kialakítása, amelynek során a földek a gyarmatosítókéi lettek, az indiánok pedig alávetett szerepbe kerültek, már feszültséget szült. A térségbe érkező jezsuita hittérítők óriási szerepet játszottak a környék történelmében, az általuk alapított missziók nevét viseli a mai tartomány is. Amikor 1767-ben III. Károly spanyol király kiűzte a jezsuitákat, és létrehozták a La Plata-i alkirályságot, a mai tartomány területe Asunción alárendeltjévé vált.
Az 1810-es májusi forradalom során a térségben szintén zajlottak harcok, méghozzá a függetlenségpártiak, a paraguayiak és a portugálok között. José Gervasio Artigas örökbe fogadott fiát, Andresito Guazurarít nevezte ki kormányzóvá: neki és guarani harcosainak sikerült elérnie, hogy Misiones nem került portugál fennhatóság alá. Évekkel később Misiones déli részén paraguayiak, brazilok és Corrientes-beliek osztoztak, majd az 1865 és 1870 között zajlott hármasszövetség-háború után kialakultak a végleges határok. Misionest 1881-ben nyilvánították úgynevezett Nemzeti Területté, amelynek fővárosául a kormányzó először Corpus Christit tette meg, majd később Posadast.
Az Európából kiindult bevándorlási hullámok a 19. század végén jelentkeztek először. Kezdetben Apóstoles térségében jelentek meg a bevándorlók (főleg lengyelek és ukránok), később a felső-Paraná térségbe érkeztek németek és svájciak, akik nagyban hozzájárultak Montecarlo, Puerto Rico és Eldorado városok megalapításához. A középső vidéken fekvő Oberá városába rendkívül vegyes nemzetiségű csoportok érkeztek: voltak köztük olaszok, franciák, skandinávok, oroszok, lengyelek, svájciak és spanyolok is, akikhez paraguayiak és brazilok is csatlakoztak. A későbbi években jelentek meg Misionesben az arabok, a törökök és a japánok.
A mai tartomány rangot Misiones 1953-ban kapta meg.

## Képek

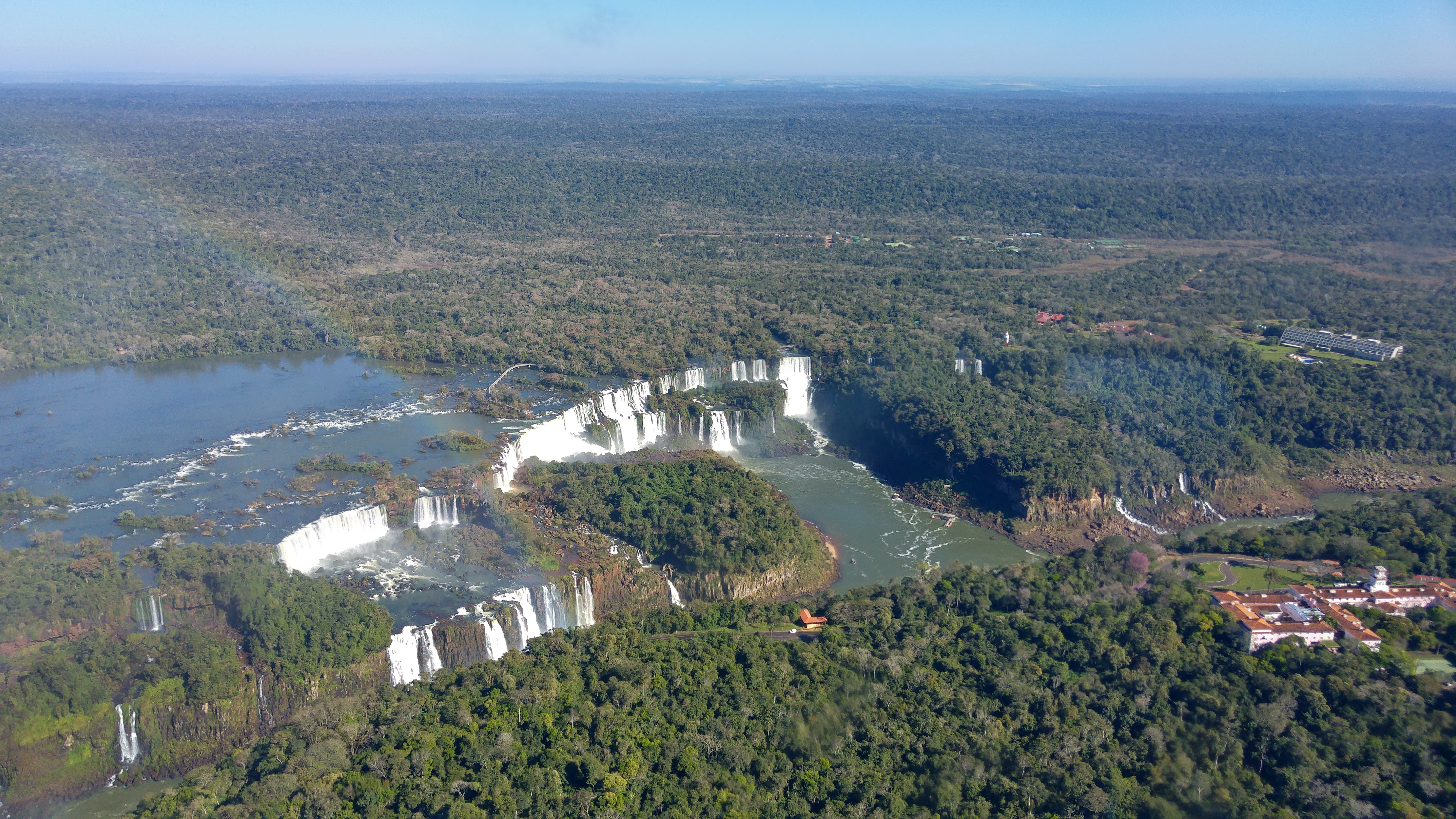
Az Iguazú-vízesés
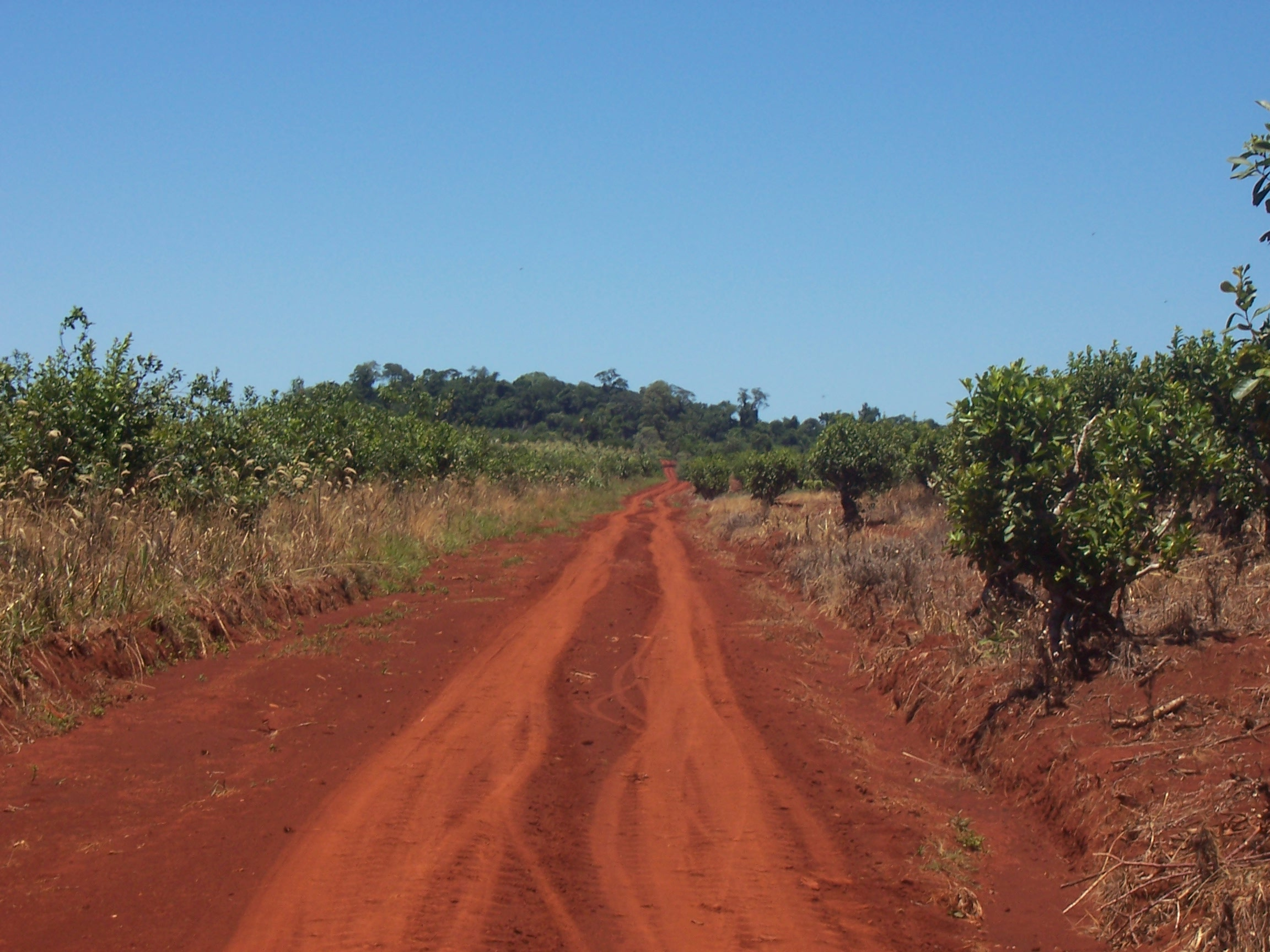
A tipikus misionesi vörös talaj
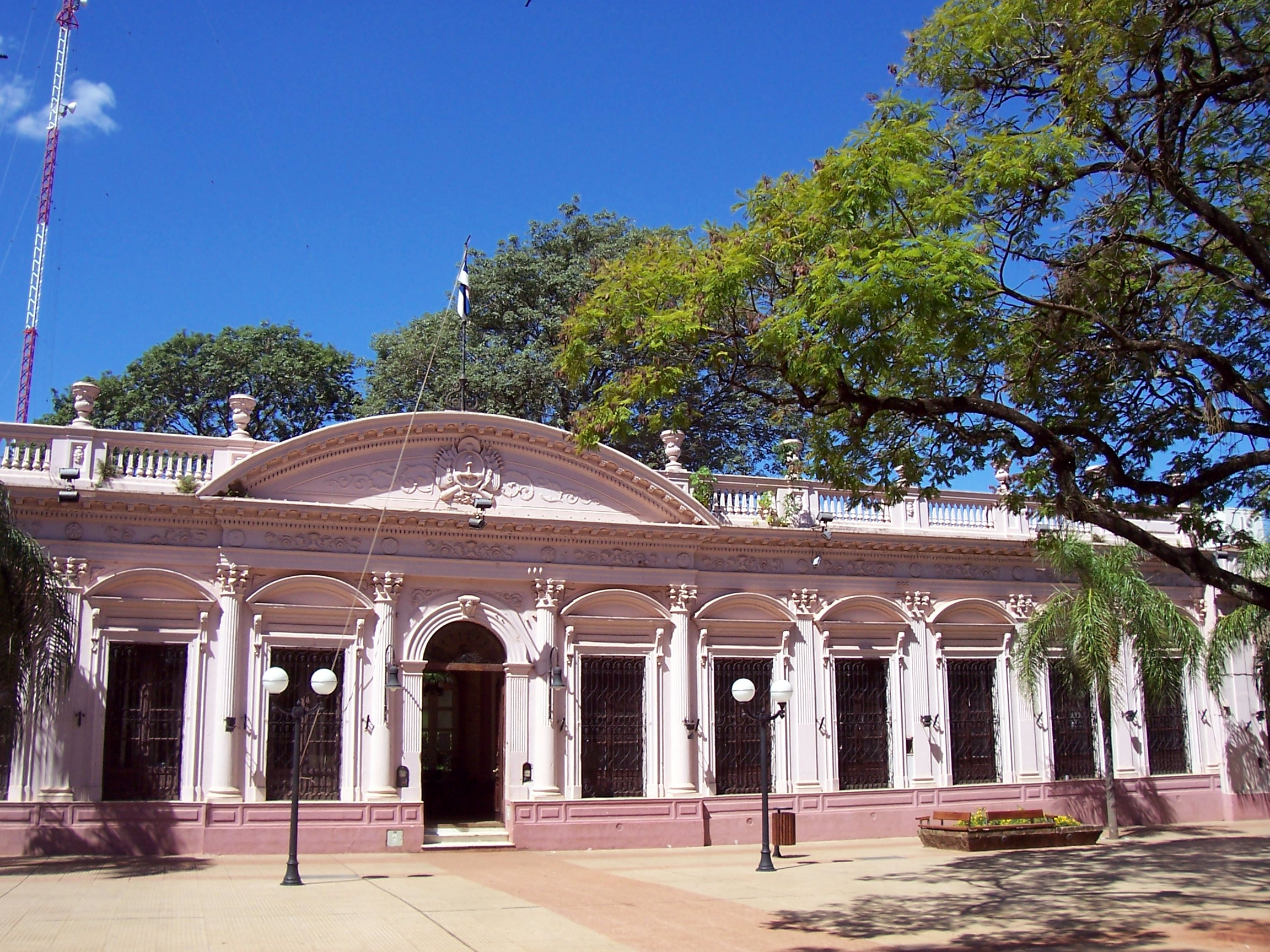
A tartományi kormánypalota
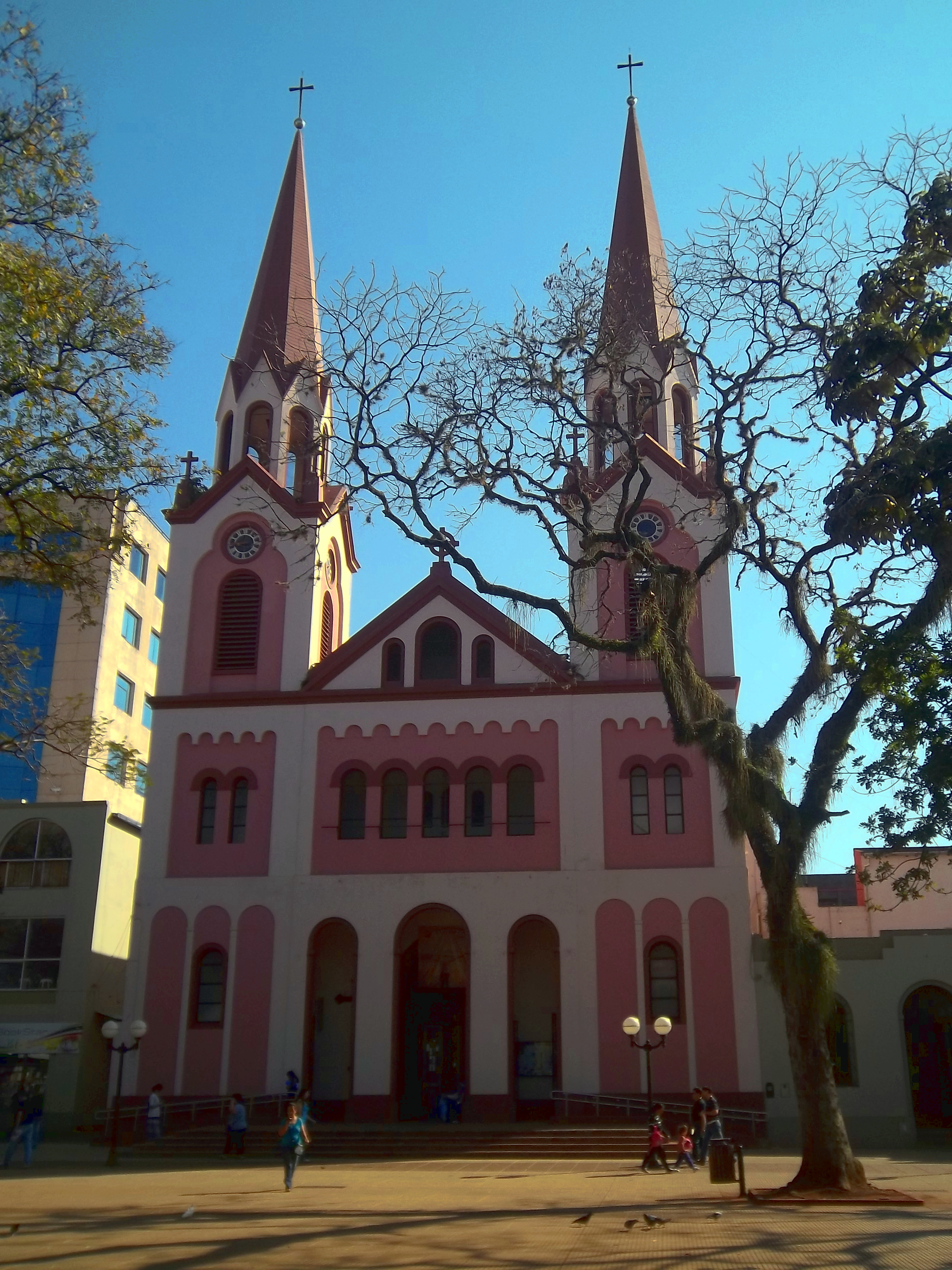
A posadasi Szent József-székesegyház